# Santa Clara (Cristo Nos Valga)
Santa Clara es un centro poblado peruano, ubicado en el distrito de Cristo Nos Valga, perteneciente a la provincia de Sechura del departamento de Piura, al norte del Perú.

## Demografía
En 2017 Santa Clara tenía una población de 793 habitantes.
| Gráfica de evolución demográfica de Santa Clara entre 1993 y 2017 |
|                                                                   |
| Fuentes: Población 1993 y 2017                                    |